# Gomphus australis
Gomphus australis är en trollsländeart som först beskrevs av James George Needham 1897.  Gomphus australis ingår i släktet Gomphus och familjen flodtrollsländor. Inga underarter finns listade i Catalogue of Life.